# Alan Barton

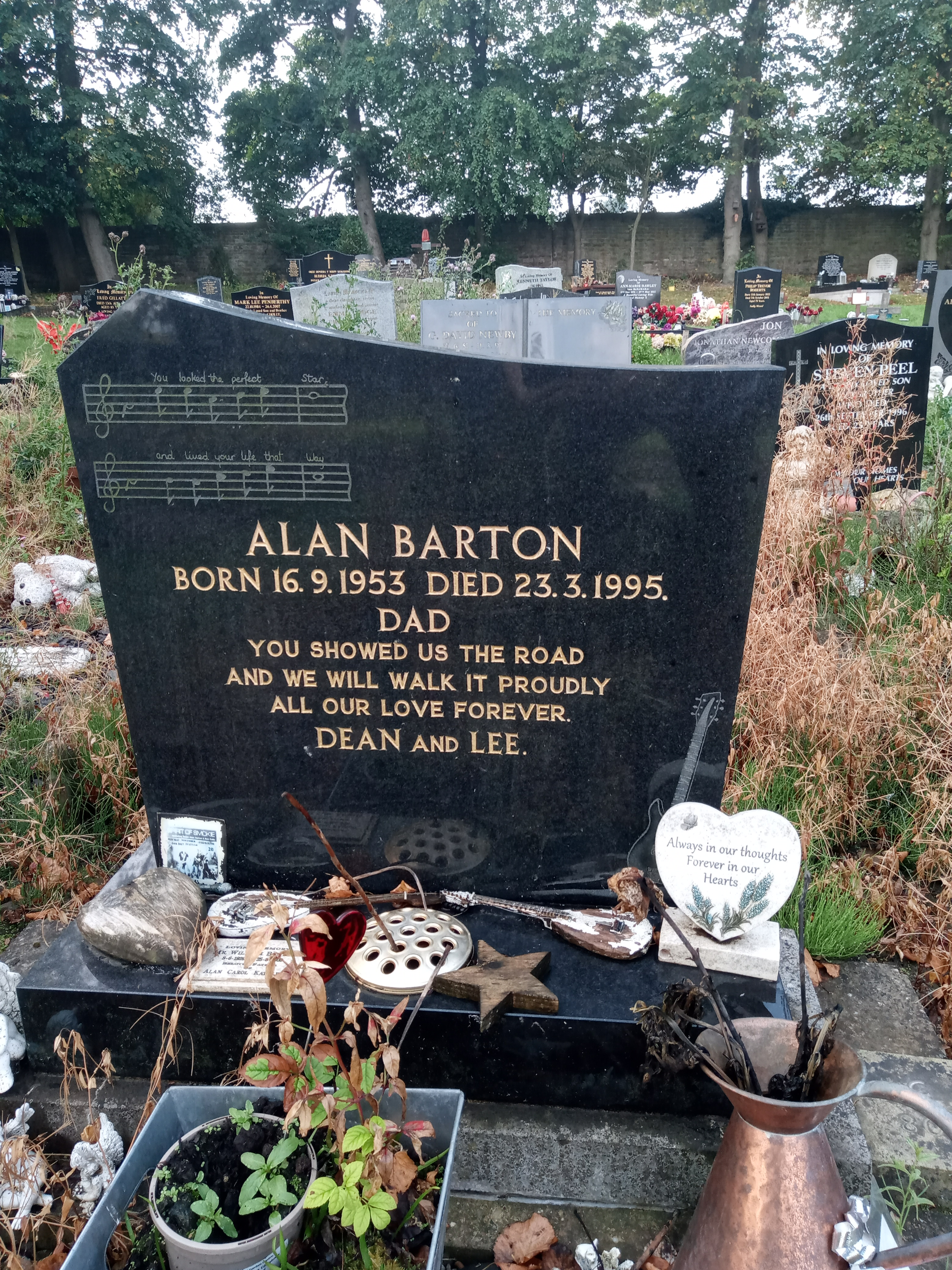
Hrob Alana Bartona

Alan Barton (16. září 1953 Barnsley, Anglie - 23. března 1995 Kolín nad Rýnem) byl anglický zpěvák, kytarista a textař, zmáný především ze skupiny Smokie.

## Životopis
Působil nejprve ve skupině Black Lace (Colin Routh, Steve Scoley, Terry Dalton a Alan Barton), v roce 1986 jako zpěvák a kytarista nahradil frontmana Chrise Normana ve skupině Smokie. Ve skupině působil až do své smrti.
Reprezentoval Spojené království na Eurovision Song Contestu v roce 1979 v Jeruzalémě se skupinou Black Lace a s písní Mary Ann, s níž následně získal doma i v zahraničí mnoho ocenění. Po příchodu do skupiny Smokie s nimi vystupoval v mnoha zemích světa, nejznámější jsou jejich koncerty v Moskvě a či Jihoafrické republice. Často vystupovali i v Německu, kde byli Smokie velmi populární již za působení Chrise Normana. Opakovaně byli hosté německé televize. Dne 19. března 1995 při návratu z německého koncertu jejich minibus zasáhla silná bouře s krupobitím s nímž ve špatné viditelnosti havarovali. Minibus se převrátil na střechu a Alan Barton vylétl rozbitým oknem z auta. Alan Silson a Terry Uttley vyvázli s pouhými drobným poraněním, ale Alan Barton utrpěl pohmoždění mozku. V komatu byl převezen na jednotku intenzivní péče nemocnice v Kolíně nad Rýnem, kde 23. března 1995 následkům zranění podlehl.
Jeho syn Dean na počest otce uspořádal 27. března 1995 ve Wakefieldu koncert, kde hrálo spousta známých umělců (mimo jiné i Silson Band, projekt jeho kolegy a kamaráda ze Smokie Alana Silsona – Andy Whelan, Graham Kearns, Ron Kelly a Alan Silson). Jako speciální host zde vystoupil Graham Oliver (Saxon, T-Rex).
Alan Barton byl dvakrát ženatý a měl tři děti. Jeho syn Dean, který jde v jeho stopách. Je členem skupiny "Spirit Of Smokie", druhý syn Leese věnuje obchodu a nevlastní syn z druhého manželství, Marek hraje ragby.